# Hel Merbaa
Hel Merbaa  (in arabo اهل مربع‎?) è un centro abitato e comune rurale del Marocco situato nella provincia di Fquih Ben Salah, regione di Béni Mellal-Khénifra. Conta una popolazione di 12 025 abitanti (censimento 2014).